# Tunga (Philippines)
Pour les articles homonymes, voir Tunga.
Tunga est une municipalité de la province de Leyte, aux Philippines.